# Debretsion Gebremichael
Debretsion Gebremichael (în tigrină: ደብረጽዮን ገብረሚካኤል) este un politician etiopian care îndeplinește în prezent funcția de președinte al Frontului de Eliberare al Poporului Tigrin (FEPT) și anterior a funcționat ca adjunct și președinte interimar al regiunii Tigrai. Partidul său a câștigat nominal toate cele 152 de locuri contestate și 98,2% din voturile alegerilor regionale neautorizate din 2020 din Tigrai, care s-au desfășurat în sfidarea guvernului federal care a interzis alegerile din cauza pandemiei COVID-19 în Etiopia. În noiembrie 2020, premierul etiopian, împreună cu Comisia Federală de Poliție, au încercat să emită mandate de arestare împotriva lui și a altor politicieni de vârf și lideri ai FEPT după cauzarea războiului din Tigrai și după perioada interimară a regiunii tigrine.